# Gasherbrum I
A Gasherbrum I a Földön a 11. legmagasabb hegycsúcs (más néven: Hidden Peak, vagy K5), mely a kínai-pakisztáni határon, a Himalájában (melynek részhegysége a Karakorum hegység).
1856-ban T. G. Montgomery nevezte el K5-nek (a Karakorum 5. csúcsa), amikor több mint 200 km-ről látta meg a hegyet az indiai „nagy háromszögelési felmérés” idején. Később, 1892-ben W. M. Conway nevezte át a csúcsot Hidden Peak névre, utalva a nagy távolságra (ahonnan meglátták).
A hegyet gyakran nevezik „ragyogó fal”-nak, valószínűleg a szomszédos Gasherbrum IV csúcsáról kaphatta a nevét. Az észak-pakisztáni nyelven jelentése: rgasha (gyönyörű) + brum (hegy).
Első ízben egy nyolctagú amerikai expedíció mászta meg 1958-ban, melynek vezetője Nicholas B. Clinch volt. A sikeres csúcstámadók Pete Schoening és Andy Kauffman voltak. További tagok: Richard K. Irvin, Tom Nevison, Tom McCormack, Bob Swift és Gil Roberts.

## Mászások története
- 1934-ben egy svájci expedíció keretében két hegymászó 6300 m magasságig jut.
- 1936-ban egy francia expedíció eléri a 6900 m-es magasságot.
- 1958 az első sikeres csúcstámadás (lásd fentebb).
- 1975 Reinhold Messner és Peter Habeler egy új, északnyugati úton elérik a csúcsot, alpesi stílusban.
- 1977 a 4. sikeres mászás két jugoszláv hegymászó érdeme.
- 1980 az 5. sikeres mászást egy francia expedíció hajtotta végre.
- 1981 egy japán expedíció sorrendben a 6. csúcshódító.
- 1982 egy német expedíció egy új úton, az északi falon át eléri a csúcsot. Tagjai: G. Sturm, M. Dacher és S. Hupfauer. Ugyanezen évben a francia Marie-José Valençot is meghódítja a csúcsot, mint első női mászó. Férje, a svájci Sylvain Saudan a 8000 m-n fekvő alaptáborból hajtja végre az első nagymagasságú sílesiklást.
- 1983 ebben az évben lengyel, spanyol, svájci csapatok járnak sikerrel.
- 1984 Reinhold Messner és Hans Kammerlander megmásszák a Gasherbrum I és Gasherbrum II csúcsait, s közben átkelnek a közöttük lévő gerincen anélkül, hogy közben visszatérnének az alaptáborba.
- 1985 Benoît Chamoux egyedül mássza meg a hegycsúcsot.
- 2003 19-en elérik a csúcsot, de 4-en meghalnak, köztük Mohammad Oraz.

## Külső hivatkozások
- A Gasherbrum I a Peakware oldalain